# Ralph Thomas
Ralph Philip Thomas (10 de agosto de 1915 - 17 de marzo de 2001) fue un director de cine inglés.

## Trayectoria
Nacido en Hull , East Riding de Yorkshire, Thomas estudió derecho en el Middlesex University College. Entró en el negocio del cine como badajo en Shepperton Studios en 1932 durante sus vacaciones de verano mientras estaba en la universidad.
Durante la Segunda Guerra Mundial , Thomas sirvió en el 9º Lanceros , ascendiendo al rango de Mayor y recibiendo la Cruz Militar . Participó en la Batalla de El Alamein.
Thomas dejó el ejército en 1945 y volvió a entrar en la industria cinematográfica, aunque sólo pudo conseguir trabajo como asistente de montaje antes de dirigir varias películas.

## Filmografía seleccionada
- Second Bureau (1936) – editor
- Return of a Stranger (1937) – editor
- Once Upon a Dream  (1949) – director
- Traveller's Joy (1949) – director
- Helter Skelter (1949) – director
- The Clouded Yellow (1951) – director
- Appointment with Venus (1951) – director
- Venetian Bird (1952) – director
- A Day to Remember (1953) – director
- Checkpoint (1956) – director
- The Iron Petticoat (1956) – director
- Doctor at Large (1957) – director
- Campbell's Kingdom (1957) – director
- A Tale of Two Cities (1958) – director
- The Wind Cannot Read (1958) – director
- The 39 Steps (1959) – director
- The Wild and the Willing (1962) – director
- Doctor in Distress (1963) – director
- Hot Enough for June (1964) – director
- The High Bright Sun (1964) (US: McGuire, Go Home) – director
- Doctor in Clover (1966) – director
- Quest for Love (1971) – director